# Marianne Philipsprijs
De Marianne Philips-prijs was een jaarlijkse prijs voor letterkundigen van vijftig jaar en ouder die nog steeds creatief waren, maar wier werk enigszins op de achtergrond was geraakt of dreigde te raken.
De prijs werd in 1951 ingesteld door Sam Goudeket, weduwnaar van Marianne Philips (1886-1951) en voor het laatst toegekend in 1975.

## Gelauwerden
- 1975 - Aya Zikken
- 1974 - Joop Waasdorp voor Het naakte leven en Welkom in zee!
- 1973 - A. Alberts voor zijn gehele oeuvre
- 1972 - Alfred Kossmann voor zijn gehele oeuvre, met name Ga weg, ga weg zei de vogel
- 1971 - Sjoerd Leiker voor zijn gehele oeuvre
- 1970 - Gabriël Smit voor Op mijn woord
- 1969 - Chr.J. van Geel voor zijn gehele oeuvre, met name Spinroc en andere verzen en Uit de hoge boom geschreven
- 1968 - Maurits Mok voor zijn gehele oeuvre
- 1967 - Ida G.M. Gerhardt voor haar gehele oeuvre
- 1966 - J. C. J. van Schagen voor zijn gehele oeuvre
- 1965 - Barend Roest Crollius voor Bezwarende getuigenis
- 1964 - Catharine van der Linden voor haar gehele oeuvre
- 1963 - Evert Straat voor zijn gehele vertaaloeuvre
- 1962 - Beb Vuyk voor haar gehele oeuvre
- 1961 - C.J. Kelk voor zijn gehele oeuvre
- 1960 - Jef Last voor zijn gehele oeuvre
- 1959 - R. Blijstra voor zijn gehele oeuvre
- 1958 - Nico Rost voor zijn gehele oeuvre
- 1957 - Jac. van Hattum voor zijn gehele oeuvre
- 1956 - Belcampo voor zijn gehele oeuvre
- 1955 - Maurits Dekker voor zijn gehele oeuvre
- 1954 - Nescio voor zijn gehele oeuvre
- 1953 - Dirk Coster voor zijn gehele oeuvre
- 1952 - Til Brugman voor haar gehele oeuvre
- 1951 - Constant van Wessem voor zijn gehele oeuvre